# Paul Berke-Müller
Paul Berke-Müller (* 1928 in Wernigerode; † 1. Juli 1984 in Hannover) war von 1983 bis zu seinem Tod Leiter des Landeskriminalamtes Niedersachsen. 

## Leben
Der im Harz geborene Berke-Müller wurde kurz vor Ende des Zweiten Weltkriegs als Marinehelfer nach Cuxhaven eingezogen. 1947 trat er in Braunschweig in die Polizei Niedersachsen ein und wurde noch im gleichen Jahr in die Kriminalpolizei übernommen. 1959 wurde er  Dienststellenleiter im LKA Niedersachsen, zu dessen Direktor er am 1. Juli 1983 ernannt wurde. Genau ein Jahr später starb er an Herzversagen.
Ab der 4. Auflage (1971) übernahm Berke-Müller die Arbeit am von Georg Schulz begründeten Kommentar zur Strafprozessordnung für Kriminal und Polizeibeamte; nach seinem Tod wurde das Werk von Konrad Händel fortgeführt.